# Toxic Town
Toxic Town és una minisèrie de televisió dramàtica britànica, escrita per Jack Thorne. Segueix la història de tres mares implicades en el cas dels residus tòxics de Corby de 2009. La sèrie de quatre episodis es va estrenar a Netflix el 27 de febrer de 2025. S'ha subtitulat al català.

## Producció
L'agost de 2023, es va anunciar que Netflix havia encarregat una sèrie de quatre parts escrita per Jack Thorne i basada en les intoxicacions de Corby de 2009 i el posterior cas judicial; per aquest motiu, la sèrie va ser batejada en alguns sectors com "la britànica Erin Brockovich". Thorne va dir que Toxic Town se centraria en "aquestes dones alegres, valentes i increïbles i la forma en què els seus fills van ser abandonats". La sèrie està produïda per la productora Broke & Bones de Charlie Brooker i Annabel Jones amb Minkie Spiro com a directora i Amy Trigg com a coguionista del tercer episodi.

### Selecció del repartiment
L'agost de 2023, es va confirmar que Jodie Whittaker, Aimee Lou Wood, Robert Carlyle, Rory Kinnear, Toby Eden i Brendan Coyle formarien part del repartiment. Claudia Jessie, Joe Dempsie i Michael Socha s'hi van unir al setembre. El desembre de 2023, Lauren Lyle també s'hi va unir. A banda, la sèrie inclou papers per a Stephen McMillan, Karla Crome i Ben Batt.

### Rodatge
La producció va començar amb un contracte sindical de l'associació d'actors britànics Equity, per la qual cosa no es va veure afectada per la vaga d'SAG-AFTRA de 2023. El rodatge principal del projecte va començar el setembre de 2023. El rodatge va tenir lloc a Breightmet (Bolton) aquell mes. El rodatge també va tenir lloc a Stockport, Holmfirth, Liverpool, i Sale.